# Алексеевское (Шашковская сельская администрация)
В том числе деревня с таким названием есть в том же сельском поселении, но в Назаровской сельской администрации, на реке Сундоба, значительно ближе к Рыбинску.
Алексе́евское — деревня в Шашковской сельской администрации Назаровского сельского поселения Рыбинского района Ярославской области.

## География
Деревня расположена на левом берегу небольшой реки Жидогость, на удалении около 1,5 км от места её впадения в Волгу. Приволжская возвышенность, на которой расположена деревня, прорезается Жидогостью, текущей в глубоком овраге с обрывистыми склонами. Ниже по течению Жидогости к юго-западу расположена деревня Нескучное, которая отделена от Алексеевского, отрогом оврага, по которому протекает безымянный левый приток Жидогости. По южному краю Алексеевского проходит автомобильная дорога Шашково—Тутаев, сразу после Алексеевского эта дорога проходит по северному краю Нескучного, а далее примерно в 1 км на восток — деревня Мошково, последняя деревня Рыбинского района по данной дороге, далее начинается Тутаевский район.

## История и достопримечательности
В деревне Алексеевское находится памятник культуры — загородная усадьба Шубиных, конца XVIII — начала XIX века. Самым известным представителем рода был Алексей Шубин, фаворит Елизаветы Петровны в бытность её цесаревной. За верность дочери Петра I он был сослан в Сибирь Анной Иоанновной. Став императрицей, Елизавета не сразу смогла отыскать, куда сослали её бывшего фаворита. Только в 1743 году Шубина нашли и вернули в столицу, он был сразу произведён в генерал-майоры, пожалован орденом св. Александра Невского и большим поместьем в Нижегородской губернии. Однако обнаружив, что место фаворита прочно занято Алексеем Разумовским, Шубин подал в отставку, удалившись в свои ярославские деревни.
В 1785-1799 гг. его потомок П. И. Шубин построил в Алексеевском каменную церковь Тихвинской Богоматери, не сохранившуюся до наших дней. Тогда же, в 1790-е гг., был возведён и ныне существующий каменный усадебный дом. По мнению краеведа Н. С. Борисова, здание сильно напоминает барский дом Тишининых в селе Тихвине-Никольском под Рыбинском. Усадьба Шубиных сильно пострадала от времени. Кроме господского дома в Алексеевском частично сохранился и регулярный парк. 
Село Алексеевское указано на плане Генерального межевания Романовского уезда 1790 года, однако расположено оно там, где сейчас находится Нескучное, а на месте современного Алексеевского поселения нет. После объединения уездов в 1822 году Алексеевское относилось к Романово-Борисоглебскому уезду.

## Текущее состояние
На 1 января 2007 года в деревне числился 1 постоянный житель. Деревня обслуживается почтовым отделением в Шашково. Количество обслуживаемых в деревне домов не указывается.